# لويس مونتيرو
لويس مونتيرو مواليد 6 أبريل 1993 في سانتو دومينغو، هو لاعب كرة سلة دومينيكي. بدأ مسيرته الاحترافية في سنة 2015. يلعب في دوري الرابطة الوطنية لفئة التطوير. يحمل الرقم 2. يبلغ طوله 6 قدم 7 بوصة (2.0 م). لعب مع بورتلاند ترايل بلايزرز في الدوري الأمريكي لكرة السلة للمحترفين.

## إحصائيات المسيرة

### الموسم الاعتيادي
| السنة   | الفريق                 | لعب | بدأ | دقيقة | ميداني% | ثلاثية | حرة  | ارتداد | صنع | استلاب | تصدي | نقطة |
| ------- | ---------------------- | --- | --- | ----- | ------- | ------ | ---- | ------ | --- | ------ | ---- | ---- |
| 2015–16 | بورتلاند ترايل بلايزرز | 12  | 0   | 3.5   | .263    | .111   | .750 | .3     | .1  | .0     | .0   | 1.2  |
| المسيرة | المسيرة                | 12  | 0   | 3.5   | .263    | .111   | .750 | .3     | .1  | .0     | .0   | 1.2  |

### الأدوار الإقصائية
| السنة   | الفريق                 | لعب | بدأ | دقيقة | ميداني% | ثلاثية | حرة  | ارتداد | صنع | استلاب | تصدي | نقطة |
| ------- | ---------------------- | --- | --- | ----- | ------- | ------ | ---- | ------ | --- | ------ | ---- | ---- |
| 2016    | بورتلاند ترايل بلايزرز | 6   | 0   | 1.3   | 1.000   | 1.000  | .000 | .0     | .0  | .0     | .0   | 1.3  |
| المسيرة | المسيرة                | 6   | 0   | 1.3   | 1.000   | 1.000  | .000 | .0     | .0  | .0     | .0   | 1.3  |

## روابط خارجية
- لويس مونتيرو على موقع إن بي أي (الإنجليزية)
- لويس مونتيرو على موقع سبورتس رفرنس (الإنجليزية)
- لويس مونتيرو على موقع كرة السلة الأوروبية.كوم (الإنجليزية)
- لويس مونتيرو على موقع ريلجم (الإنجليزية)
- لويس مونتيرو على موقع بروبوليرز (الإنجليزية)
- لويس مونتيرو على موقع سبورتس رفرنس (الإنجليزية)
- لويس مونتيرو على موقع سبورتس رفرنس (الإنجليزية)